# 金沢正夫
金澤 正夫（かなざわ まさお、1889年（明治22年）10月25日 - 1969年（昭和44年）6月24日）は、日本の海軍軍人。最終階級は海軍中将。

## 経歴
山口県出身。神職百済忠敬の二男として生れ、金沢家に養子に入った。山口中学校を経て、1911年7月、海軍兵学校（39期）を卒業し、1912年12月、海軍少尉に任官。1918年12月、海軍砲術学校高等科を卒業。「山城」分隊長、「樫」乗組、砲術学校教官などを経て、1923年10月、海軍大学校（甲種21期）を卒業した。
その後、「比叡」副砲長、「浅間」砲術長、「多摩」砲術長、軍令部参謀を歴任し、1927年12月、海軍省副官兼海相秘書官となり岡田啓介大臣に仕えた。さらに、ロンドン軍縮会議随員、「那珂」副長、軍令部参謀、「天龍」艦長、連合艦隊参謀、軍令部第1部第2課長、「霧島」艦長などを経て、1938年11月、海軍少将に進級。大本営海軍報道部長、中国大使館付武官、横須賀鎮守府参謀長などを歴任。
太平洋戦争では、第4艦隊司令部付として出征し、第8根拠地隊司令官などを経て、1942年5月、海軍中将となった。海軍施設本部長を経て、1945年5月、呉鎮守府司令長官就任。司令長官在任中には、呉軍港空襲に遭う。同年11月、予備役に編入された。
戦後、公職追放の仮指定を受け、その後は東郷平八郎を祀った東郷神社の責任役員、東郷会副会長を務め、『東郷神社復興史』を編纂した。

## 栄典
- 1938年（昭和13年）2月1日 - 正五位
- 1942年（昭和17年）5月15日 - 従四位

## 親族
- 兄 百済文輔（内務官僚）